# BU-11
L'autoroute BU-11 est une autoroute urbaine qui permet d'accéder au centre de Burgos depuis   l'intersection entre la rocade BU-30 et l'A-1 (Madrid - Saint-Sébastien)
D'une longueur de 3,5 kilomètres environ, elle prolonge l'A-1 à l'intersection avec la rocade sud de Burgos et pénètre alors par le sud avant de prolonger la grande avenue de Cantabrie.
Elle est composée de cinq échangeurs jusqu'au centre urbain.

## Tracé
- Sur le prolongement de l'A-1 au sud de Burgos, où elle croise la BU-30 (rocade de Burgos) qu'elle intègre le centre urbain jusqu'à l'avenue de Cantabrie

## Sorties
| Numéro de la sortie | Nom de la sortie | Bifurcation |
| ------------------- | --- | ----------- |
|                     | Madrid - Aranda de Duero Burgos Sud Vitoria-Gasteiz - Saint-Sébastien AP-1 Palencia - Valladolid - Salamanque A-62 Leon - La Corogne A-231 | A-1 BU-30   |
| 03                  | Burgos-Calle de Madrid |             |
| 02                  | Burgos Centre - Burgos-Calle de La Legion Espagnola                                                                                        |             |
| 1B                  | Rocade Sud - Cortes Vitoria-Gasteiz - Saint-Sébastien AP-1                                                                                 |             |
| 1A                  | Burgos Centre - Burgos-Calle Cartuja de Miraflores Los Burgos - Las Rozanoas                                                               |             |
|                     | Burgos Centre - Burgos-Plaza del Rey |             |

## Référence
- Nomenclature